# World Series of Poker Africa
De World Series of Poker Africa (WSOPA) is de tweede uitbreiding van de World Series of Poker na de World Series of Poker Europe. In tegenstelling tot de World Series of Poker in Las Vegas, de World Series of Poker Europe en later ook de World Series of Poker Asia Pacific worden er tijdens de toernooien in Afrika geen armbanden uitgereikt maar ringen.
De eerste toernooien van de World Series of Poker Africa vonden plaats in 2010 in Gauteng, Zuid-Afrika.

## World Series of Poker Africa 2010
De eerste World Series of Poker Africa werden gouden in het  Emerald Resort and Casino in Vanderbijlpark nabij Johannesburg, Zuid-Afrika.
De twee toernooien die toen werden gehouden maakten deel uit van het WSOP Circuit konden er in 2010 nog geen ringen gewonnen worden wat normaal gebruikelijk is voor een Circuit event. Het is pas sinds 2012 dat er ook ringen gewonnen kunnen worden in Afrika.
| Event                          | Eerste prijs | Winnaar       |
| ------------------------------ | ------------ | ------------- |
| $1.100 Pot-Limit Omaha (Rebuy) | $36.786      | Filipe Ramos  |
| $5.000 No Limit Hold'em        | $231.956     | Warren Zackey |

## World Series of Poker Africa 2012
In 2012 werden de World Series of Poker Afrika gespeeld van 21 tot en met 26 februari 2012, vanaf toen konden er ook ringen gewonnen worden. Er werden in totaal zes toernooien gespeeld en allemaal waren het No-limit toernooien.
Scotty Nguyen was de ceremoniemeester van dienst tijdens het toernooi.
| Event                                | Eerste prijs | Winnaar           |
| ------------------------------------ | ------------ | ----------------- |
| $350 No-Limit Hold’em                | $22.842      | Gregory Ronaldson |
| $3.300 Main Event                    | $158,595     | Joe-Boy Rahme     |
| $10.400 High Roller No-Limit Hold'em | $97.000      | Rob Fenner        |
| $560 Six Handed No-Limit Hold'em     | $25.979      | Jason Strauss     |
| $350 No-Limit Hold'em                | $17.610      | Armand Saayman    |
| $350 Turbo No-Limit Hold'em          | $7.784       | Heau Pienaar      |

## World Series of Poker Africa 2013
Ook in 2013 waren er gouden ringen te winnen tijdens de World Series of Poker Afrika, deze keer werden er 7 toernooien gehouden van 5 tot en met 10 februari 2013.
| Event                                | Eerste prijs | Winnaar           |
| ------------------------------------ | ------------ | ----------------- |
| $365 No-Limit Hold’em                | $20.018      | Jarrod Solomon    |
| $580 6-Handed No-Limit Hold'em       | $12.920      | Greg Tucker       |
| $3.300 Main Event                    | $101.267     | Michael Mizrachi  |
| $580 No-Limit Hold'em                | $19.741      | Todd Neville      |
| $10.400 High Roller No-Limit Hold'em | $38.400      | Roman Szymonowicz |
| $365 Turbo No-Limit Hold'em          | $7.753       | Ahmed Karrim      |